# ديبي فورد
ديبي فورد (5 فبراير 1965 بكرايستشرش في نيوزيلندا - ) (بالإنجليزية: Debbie Lee Ford)‏ هي لاعبة كريكت نيوزلندية. شاركت مع منتخب نيوزيلندا الوطني للكريكت.

## وصلات خارجية
- ديبي فورد على موقع إي آس بي آن كريك إنفو (الإنجليزية)